# G3 2001
A G3 egy 1996-óta általában minden évben megrendezett koncertsorozat.
A G3 2001-es turné a G3 sorozat ötödik rendezvénye, mely csak észak-amerikai és mexikói helyszíneken került megrendezésre. A koncertek nagy sikerére való tekintettel a három gitáros (Steve Vai, Satriani és a Dream Theater gitárosa John Petrucci) 2002-ben is folytatta a koncertezést. A turnén több vendégzenésszel is kiegészült a G3 csapata: A los angelesi koncerten vendégszerepelt Steve Lukather és Paul Gilbert; Houstonban Billy Gibbons; Ft. Worthben Andy Timmons; Austinban Eric Johnson; Detroitban Neil Schon, valamint Orlandoban Steve Morse állt színpadra.

## A fellépők és háttérzenészeik
- Joe Satriani
  - Jeff Campitelli – dobok
  - Stu Hamm – basszusgitár
- Steve Vai
  - Billy Sheehan – basszusgitár
  - Virgil Donati – dobok
  - Mike Keneally – billentyűs hangszerek, gitár
  - Dave Weiner – gitár
- John Petrucci
  - Mike Portnoy – dobok
  - Dave LaRue – basszusgitár

## Számlista
- John Petrucci

1. IBS
2. Damage Control
3. Lost Without You
4. Glasgow Kiss
5. Paradigm Shift

- Steve Vai

1. Shy Boy
2. Giant Balls Of Gold
3. Erotic Nightmares
4. Blood & Glory
5. The Animal
6. Whispering A Prayer
7. Incantation
8. Jiboom
9. For The Love Of God

- Joe Satriani

1. Cool #9
2. Devil's Slide
3. Satch Boogie
4. Flying In A Blue Dream
5. Until We Say Goodbye
6. The Extremist
7. Raspberry Jam Delta-V
8. Always With Me Always With You
9. Surfing With The Alien

- G3 Jam

1. La Grange
2. Voodoo Chile (Slight Return)
3. Little Wing
4. I'm Goin Down

## Külső hivatkozások
- Satriani.com – G3 2001
- Koncertdátumok